# پارمیس
پارمیس(پرمیس) یا پارمیدا  (به پارسی باستان:(H)uparviyā) 
(به عیلامی: Uparmiya) (قرن پنج پیش از میلاد) شاهدخت هخامنشی، دختر بردیا پسر کوروش بزرگ و کاساندان بود.
داریوش بعد از خلع بردیای دروغین با دختر کوروش بزرگ (آتوسا) سپس با دختر بردیا، پارمیس ازدواج کرد که از پارمیس صاحب پسری به نام آریامرد شد.
معنای لغویِ پارمیس، بهشت کوچک،خدای کوچک، دلیل زندگی، بانوی پرمهر و دانش، دختر باران، عروس باران، الهه ناز ، تکه ای از ماه و دختری از بهشت است. این نام همچنین می‌تواند تغییر یافتهٔ لغت اوستایی پرومیثه یا پرومیزد باشد، به معنای بانوی دانا یا پر مهر.البته این نام در یونانی نیز معنا دارد و نام بانویی جنگجو در یونان باستان بوده است. 